# قناة بي بي سي اليابانية
بي بي سي اليابان قناة تلفاز من شبكة بي بي سي كانت متاحة عبر الأقمار الصناعية كقناة فضائية في اليابان. تشبه في الشكل قناة بي بي سي برايم (والمسماة الآن بي بي سي الترفيه)، وكانت بي بي سي اليابان تبث نفس البرامج التي تعرض على بي بي سي البريطانية مثل بلاكادار وأبراج فولتي ولكن مترجمة ترجمة فيديو إلى اللغة اليابانية، أطلقت القناة في 1 ديسمبر 2004، وتم إغلاقها بعد سنتين من الافتتاح.

## إغلاق القناة
في 20 مارس 2006، أعلنت هيئة الإذاعة البريطانية أن موزعها جي ام سي «لم يعد لديه الوسائل المالية على الوفاء بالتزاماتها التعاقدية لتوزيع قناة بي بي سي اليابان». في 24 أبريل 2006، أكدت هيئة الإذاعة البريطانية بي بي سي أن اليابان ستوقف البث في 30 أبريل 2006.